# Hervé Jamar
Hervé E.L. Jamar (ur. 1 stycznia 1965 w Huy) – belgijski i waloński prawnik, samorządowiec i polityk, od 2014 do 2015 minister budżetu.

## Życiorys
W 1988 ukończył studia prawnicze na Université de Liège, uzyskał uprawnienia adwokata, podejmując praktykę w ramach adwokatury w swojej rodzinnej miejscowości.
Działalność polityczną rozpoczynał w liberalnych organizacjach młodzieżowych i studenckich. Został działaczem Partii Reformatorsko-Liberalnej, pełniąc m.in. funkcję zastępcy sekretarza generalnego. Wraz z PRL dołączył do Ruchu Reformatorskiego. Od 1989 był radnym miejscowości Hannut, a w latach 1995–2003 zajmował stanowisko jej burmistrza. Od 2003 do 2007 był sekretarzem stanu w drugim rządzie Guya Verhofstadta, podległym ministrowi finansów i odpowiedzialnym za modernizację finansów oraz zwalczanie defraudacji.
W 2007 został członkiem parlamentu wspólnoty francuskiej, a w 2009 Parlamentu Walońskiego. W 2014 w rządzie federalnym, na czele którego stanął Charles Michel, objął urząd ministra budżetu i loterii narodowej. Odszedł z gabinetu 22 września 2015 w związku z powołaniem na stanowisko gubernatora prowincji Liège.

## Odznaczenia
- Wielki Oficer Orderu Leopolda (2020)[4]